# 銅綠球蓋菇
銅綠球蓋菇（學名：Stropharia aeruginosa），俗稱銅綠傘菌（verdigris agaric），是一種體形中等，粘糊糊的綠色疏林真菌，能於春天到秋天期間在草坪、蓋土和林地上找到。這種真菌的可食性現在仍存在爭議，部份學者指出這種真菌是可供食用的，而部份學者則認為它們是有毒的，儘管其有毒成分和中毒症狀仍為未知。

## 分類
亮黃紅菇最早是由英國植物學家威廉·柯蒂斯於1784年描述的，其學名為銅綠伞菌（Agaricus aeruginosus）。後來，法國真菌學家呂西安·克萊於1872年將這種真菌的學名改為現名。於1995年，荷蘭真菌學家麥克希爾·諾德洛斯於1995年將這種真菌重新歸納於裸蓋菇屬，但不被廣泛承認。其學名源自拉丁文詞彙，意思是「覆蓋著銅綠」。

## 描述
銅綠球蓋菇的菌蓋呈凹凸狀，並且會隨著年齡增加而變成殼頂。其直徑約為2–8厘米。起初，其菌蓋的顏色為是明亮的藍綠色，並且極具粘性。隨著年齡增長，其菌蓋的顏色會逐漸變成赭黃色，並最終完全失去原本的藍綠色外觀。菌蓋外圍也有一個菌伞膜。其菌柄較長，且厚度亦很均勻。它有一個脆弱的，棕色或黑色的菌環, 且在菌環對下的菌柄部份蓋滿了白色的鱗狀或片狀網紋。其菌褶起初是白色的，後來會變成粘土褐色，且有時有仍然會保留著一個白色的邊緣。其孢子印呈棕紫色，而其橢圓形擔孢子的大小則為7–10 x 5微米。

## 分佈及生境
這種真菌在草地樹林很是常見，並且廣泛地分佈於歐洲、伊朗和北美。這種真菌能在不同環境生長，腐木、路邊、林地，都是這種真菌的適居地。被木屑覆蓋的地方特別有利於這種真菌的生長，例如花園和公園。

## 可食性和毒性
許多西半球旅遊指南均指出銅綠球蓋菇是有毒的，但其有毒成分和中毒症狀仍然不為人知。另外，根據一些歐洲旅遊指南指出，這種真菌實際上是可供食用的，但不受歡迎的，因為它們擁有較淡的辛辣味道。

## 外部連結
- 關於銅綠球蓋菇可食性的討論 （页面存档备份，存于）